# Svečane
Svečane so naselje v Občini Šentilj.